# Sciosapromyza advena
Sciosapromyza advena är en tvåvingeart som först beskrevs av Christian Rudolph Wilhelm Wiedemann 1830.  Sciosapromyza advena ingår i släktet Sciosapromyza och familjen lövflugor. Inga underarter finns listade i Catalogue of Life.